# Brédai tyúk
A bréda egy hollandiai származású tyúkfajta. Magyarországon nemigen tenyésztik. Jó húsos, edzett baromfi. A brédai kappanoknak nagy hírük van.

## Fajtatörténet
A holland Észak-Brabant tartományban fekszik Breda városa, melyről a fajta a nevét kapta. Korábban varjúcsőrú tyúknak hívták. Az olasz Aldrovandi 16. század végi leírása utal a brédára. A bréda típus holland festők, Frans Hals, Monckhorst és Gillis d’Hondecoeter festményein is megjelenik. Valószínűleg a crèvecœur-ból és a la flèche-ből tenyésztették ki több mint 350 évvel ezelőtt. K. Fischer feltételezése szerint a maran-t és az akkor még parlagityúk-szerű malájt is felhasználták. 70 évvel ezelőtt bevitték a croad langschan vért is, mely kedvezően hatott a testsúlyra. A karvalyszínű bréda kialakulásában valószínűleg a mechelni tyúk is szerepet játszott.

## Tulajdonságai
Erős felépítésű, középnagyságú. Háta hosszú, széles. Farktolla hosszú. Melltájéka erősen előde dőlő, széles, kihúzott. Szárnyai aránylag rövidek, testhez simulók. Feje rövid, széles. Arca piros, szemek nagyok és vörösek. A csőr hosszú, görbült. Taraj hiányzik, helyén egy kagyló alakú mélyedés van. A füllebeny kicsi, mandula alakú, fehér. Nyaka jó közepes, enyhén hajlított. A combjai erősek, viszonylag hosszúak. Csüdje erős, enyhén tollazott. Tojásai tiszta fehér színűek, átlagsúlyuk 65 gramm.

## Színváltozatai
Kékesfekete, palaszürke, fehér, karvaly szín.
| Általános tulajdonságok: | Általános tulajdonságok:      |
| ------------------------ | ----------------------------- |
| Súlya                    | kakas 2-2,5 kg, tojó 1,5–2 kg |
| Gyűrűmérete              | kakas 20, tojó 18             |
| Tenyésztojás tömege      | 55 g                          |
| Tojáshéj színe           | fehér                         |
| Éves tojáshozama         | 160 db                        |